# فیلیکس ماگات
ولفگانگ فلیکس ماگات (زادهٔ ۲۶ ژوئیه ۱۹۵۳ در آشافنبورگ) بازیکن اسبق فوتبال اهل آلمان است. وی هدایت چندین باشگاه حاضر در بوندس‌لیگا را بر عهده داشته‌ است.
وی پس از هلموت بنتهاس، یوپ هاینکس، فرانس بکن‌باوئر، ماتیاس سامر و توماس شاف، ششمین نفر در تاریخ بوندس‌لیگا است که هم به عنوان بازیکن و مربی، قهرمان بوندس‌لیگا شده‌ است.

## زندگی ورزشی
ماگات فوتبال را در سال ۱۹۶۰ در فا.اف. آر نیلکهایم شروع کرد و در سال ۱۹۶۴ به تی فا ۶۰ آشافنبورگ پیوست. در سال ۱۹۷۲ به رقیب بزرگ این تیم، ویکتوریا آشافنبورگ رفت.

## دوران باشگاهی

### ساربروکن
سال ۱۹۷۴ قراردادی به عنوان بازیکن حرفه‌ای با ساربروکن امضاء کرد که در آن زمان در بوندسلیگای ۲ بود. او برای ساربروکن ۷۶ بازی انجام داد و ۲۹ گل زد.

### هامبورگ
در سال ۱۹۷۶ به تیم هامبورگ در بوندسلیگای ۱ منتقل شد و تا سال ۱۹۸۶در این تیم ماند. وی به عنوان بازی‌ساز این تیم، در ۳۰۶ بازی بوندسلیگا ۴۶ گل به ثمر رساند. او با هامبورگ سه بار قهرمان بوندسلیگا و دو بار قهرمان جام اروپا شد. در دقیقه آخر در مقابل اندرلشت بلژیک در دیدار پایانی جام در جام اروپا گل پیروزی‌بخش تیمش را زد. در سال ۱۹۸۳ نیز هامبورگ با هدایت ارنست هاپل در جام باشگاه‌های اروپا با تک گل ماگات بر یوونتوس تورین ایتالیا غلبه کرد و به قهرمانی رسید.

## دوران ملی
برای تیم ملی فوتبال آلمان بین آوریل سال ۱۹۷۷ و ژوئن ۱۹۸۶، ۴۳ بار به میدان رفت و ۳ گل زد. در سال ۱۹۸۰ با این تیم قهرمان اروپا شد. در جام‌های جهانی ۱۹۸۲ و ۱۹۸۶ نیز به نایب قهرمانی جهان رسید.

## دوران مربیگری
ماگات پس از پایان فعالیت به عنوان بازیکن، کارش را به عنوان مدیر، ابتدا در هامبورگ و سپس در بایر اوئردینگن آغاز کرد. در سال ۱۹۹۲ مربیگری را شروع کرد و هدایت تیم برمرهافن را به عهده گرفت.

### هامبورگ
در سال ۱۹۹۳ ابتدا هدایت تیم دوم هامبورگ را به دست گرفت، و در همان سال دستیار مربی تیم اول هم شد. در فصل ۹۶–۱۹۹۵ بالاخره مربی تیم اول هامبورگ شد.

### نورنبرگ، برمن و فرانکفورت
در سال ۱۹۹۷ مربی نورنبرگ، در سال ۱۹۹۸ مربی وردربرمن و از سال ۱۹۹۹ تا ۲۰۰۱ مربی اینتراخت فرانکفورت بود. در طول مدت مربیگری در این سه تیم، حکم آتش‌نشان بوندسلیگا را داشت، چراکه معمولاً تیم‌ها را زمانی تحویل می‌گرفت که در آستانه سقوط قرار داشتند.

### اشتوتگارت
از سال ۲۰۰۱ تا ۳۰ ژوئن ۲۰۰۴ ماگات مربی و مدیر اشتوتگارت بود. در سال ۲۰۰۳ با این تیم نایب قهرمان بوندسلیگا شده و این تیم را راهی لیگ قهرمانان اروپا کرد.

### بایرن مونیخ
در ۱۸ مه سال ۲۰۰۴ اولی هوینس اعلام کرد که ماگات مربی بایرن مونیخ شده‌است. وی از تاریخ ۱ ژوئیه ۲۰۰۴ تا ۳۱ ژانویه ۲۰۰۷ در این تیم بود. در این مدت هم در فصل ۲۰۰۴/۲۰۰۵ و هم در فصل ۲۰۰۵/۲۰۰۶ قهرمانی بوندسلیگا و نیز جام حذفی آلمان را برای بایرن به ارمغان آورد، کاری که پیش از او هیچ تیم و مربی‌ای موفق به انجام آن نشده بود. در ۳۱ ژانویه ۲۰۰۷، پس از شروع دور برگشت رقابت‌ها و کسب تنها یک امتیاز از دو بازی، از بایرن مونیخ اخراج شد و جایش را به مربی قبلی این تیم، اوتمار هیتسفیلد داد که تا پایان فصل ۲۰۰۶/۲۰۰۷ هدایت تیم را به دست گرفت. ماگات بلافاصله بعد از آن به عنوان مفسر بازی‌های بوندسلیگا در شبکه تلویزیونی مشغول کار شد.

### ولفسبورگ
در ۳۰ مه سال ۲۰۰۷ معلوم شد که ماگات از ۱۵ ژوئن همان سال مدیر جدید وولفسبورگ می‌شود. این شامل پست مربی و مدیر ورزشی و نیز هدایت بخش جوانان و بقیه بخش‌های ورزشی بود. اما قرارداد وی که تا ژوئن سال ۲۰۱۰ اعتبار داشت، در تاریخ ۳۰ ژوئن ۲۰۰۹ پیش از موعد فسخ شد. ماگات در فصل ۰۹–۲۰۰۸ ولفسبورگ را برای نخستین بار به مقام قهرمانی فوتبال آلمان، بوندس لیگا رساند.

### شالکه۰۴
در ۶ مه ۲۰۰۹ دو باشگاه ولفسبورگ و شالکه۰۴ و نیز خود ماگات، انتقال وی به تیم شالکه از تاریخ ۱ ژوئیه ۲۰۰۹ را تأیید کردند. وی در این تیم قراردادی به عنوان مربی و مدیر تا ۳۰ ژوئن ۲۰۱۳ به امضاء رسانید.

## زندگی خصوصی
مادر ماگات اهل پروس شرقی و پدرش اهل پورتوریکو بود و در آشافنبورگ به عنوان سرباز ارتش آمریکا خدمت می‌کرد. وی در سال ۱۹۵۴ به پورتوریکو برگشت. ماگات در سن ۱۵ سالگی از طریق نامه با پدرش در ارتباط بود. از چند سال قبل از آن، هر سال او را در پورتوریکو ملاقات می‌کرد.
ماگات در دسامبر سال ۲۰۰۳ برای دومین بار ازدواج کرد. در بین میهمانان مراسم ازدواج، همسر اول وی و سه فرزندش هم حضور داشتند. ماگات در مجموع شش فرزند دارد.

## افتخارها

### افتخارها به عنوان مربی
- ۱۹۹۶ صعود به جام یوفا با هامبورگ
- ۱۹۹۶ صعود به بوندسلیگای ۱ با نورنبرگ
- ۱۹۹۹ نایب قهرمان جام حذفی آلمان با وردربرمن
- ۲۰۰۲ قهرمان جام UI- Cup با اشتوتگارت
- ۲۰۰۳ نایب قهرمان بوندسلیگا با اشتوتگارت
- ۲۰۰۴ قهرمان جام اتحادیه آلمان با بایرن مونیخ
- ۲۰۰۵ قهرمان بوندسلیگا با بایرن مونیخ
- ۲۰۰۵ قهرمان جام حذفی آلمان با بایرن مونیخ
- ۲۰۰۶ نایب قهرمان جام اتحادیه آلمان با بایرن مونیخ
- ۲۰۰۶ قهرمان بوندسلیگا با بایرن مونیخ
- ۲۰۰۶ قهرمان جام حذفی آلمان با بایرن مونیخ
- ۲۰۰۹ صعود به جام باشگاه‌های اروپا با وولفسبورگ
- ۲۰۰۹ قهرمان بوندسلیگا با وولفسبورگ

### شخصی
- مربی سال آلمان: ۲۰۰۳، ۲۰۰۵
- لیگ قهرمانان اروپا: قهرمان ۱۹۸۰ (با هامبورگ)

### ملی
- جام جهانی فوتبال: نائب قهرمان ۱۹۸۲؛ ۱۹۸۶
- جام ملتهای اروپا: قهرمان ۱۹۸۰